# Sirhind -Fategarh
Sirhind -Fategarh là một thành phố và là nơi đặt hội đồng đô thị (municipal council) của quận Fatehgarh Sahib thuộc bang Punjab, Ấn Độ.

## Nhân khẩu
Theo điều tra dân số năm 2001 của Ấn Độ, Sirhind -Fategarh có dân số 50.788 người. Phái nam chiếm 54% tổng số dân và phái nữ chiếm 46%. Sirhind -Fategarh có tỷ lệ 71% biết đọc biết viết, cao hơn tỷ lệ trung bình toàn quốc là 59,5%: tỷ lệ cho phái nam là 74%, và tỷ lệ cho phái nữ là 67%. Tại Sirhind -Fategarh, 12% dân số nhỏ hơn 6 tuổi.